# Helgustaðafjall
Helgustaðafjall är ett berg i republiken Island. Det ligger i regionen Austurland, 400 km öster om huvudstaden Reykjavík. Toppen på Helgustaðafjall är 745 meter över havet.
Runt Helgustaðafjall är det mycket glesbefolkat, med 3 invånare per kvadratkilometer. Närmaste större samhälle är Neskaupstaður, omkring 13 kilometer nordost om Helgustaðafjall. Trakten runt Helgustaðafjall består i huvudsak av gräsmarker.